# ペレムィシュリ公 (プシェムィシル)
ペレムィシュリ公（ロシア語: князь перемышльский）とは、11世紀終盤から13世紀にかけて存在したペレムィシュリ公国の君主の称号である（「公」は「クニャージ」からの訳出による）。公・公国の名は、その中心都市だったペレムィシュリ（現プシェムィシル）による。

## ペレムィシュリ公の一覧
- リューリク・ロスチスラヴィチ - 在位：1084年[1] / 1084年頃[2] - 1092年[2]
- ヴォロダリ・ロスチスラヴィチ - 在位： 1092年 - 1124年[2]
- ロスチスラフ・ヴォロダレヴィチ - 在位： 1124年 - 1128年[2] / 1129年[3]
- ウラジーミル・ヴォロダレヴィチ - 在位： 1128年[2] - 1141年[2][3] / 1146年[2]

（1141年、ガーリチ公国と合併）
- スヴャトスラフ・イーゴレヴィチ(ru) - 在位： 1209年[4]、1210年 - 1211年[4]